# شوفت
شوفت (بالعبرية: שׁוֹפֵט) أو شوفط هو لقب قديم معناه القاضي، وأصله سامي قديم من كلمة تبت، أستخدم اللقب في فينيقيا و مملكة إسرائيل القديمة و قرطاج، وذكر في الكتاب المقدس.